# Língua lango
Lango (também chamada Lwo, Lwoo, ou Leb-Lango,) é um dialeto da língua luo] falado por cerca de 2,13 milhões de pessoas (2004) do povo Lango de Uganda. A palavra "Lango" é usada para descrever tanto a língua falada pelos indígenas quanto a própria tribo.
É falado principalmente na sub-região do Lango, na Região Norte do país. Uma ortografia com alfabeto latino foi criada para língua, sendo ensinada nas escolas primárias. Geralmente é considerada como uma língua distinta porque o povo Lango é etnicamente distinto de outros Luo. A língua compartilha um dialeto semelhante com as pessoas de língua luo mais ampla, como os Acholi, Alur e Adoalh de Uganda. No entanto, a origem do Povo Lango está fortemente ligada à tradição dos falantes de Karamojong e Teso..

## Escrita
A língua Lango usa o alfabeto latino sem as letras F, H, Q, S, V, X, Z. As 5 vogais podem ser usadas com ou sem trema (¨) Usam-se as foras Ny e ŋ

## Amostra de texto
Mateus 6: 9-13
9.	Doŋ ba, kwa wunu Obaŋa kit man, ni, ‘Papawa a tye i polo, nyiŋi bed me awora.
10.	Myero locci doŋ bin, gin ame imito myero tiye, i lobo bala i polo.
11.	Miwa tin cam mewa me tin;
12.	timwa kica pi bannyi i baŋwa, acalo wan daŋ otimo kica baŋ jo a tye kede bannyiwa.
13.	Kur imi bitwa, ento ilarwa i baŋ Arac. [Pien loc kede teko kede kwogo obedo meri atwal. Amen.’ 

Português
9. Assim, portanto, orai: Pai nosso que estás nos céus, santificado seja o teu nome.
10. Venha o teu reino. Seja feita a tua vontade, assim na terra como no céu.
11. O pão nosso de cada dia nos dá hoje.
12. E perdoe nossas dívidas, assim como perdoamos nossos devedores.
13. E não nos deixes cair em tentação, mas livra-nos do mal; porque teu é o reino, e o poder, e a glória, para sempre. 